# ハーバート・オーエン・リード
ハーバート・オーエン・リード（ハーバート・オーウェン・リードとも、Herbert Owen Reed、1910年6月17日 - 2014年1月6日）は、アメリカ合衆国の作曲家、指揮者。

## 人物・来歴
リードはミズーリ州オデッサにて生まれ、1929年からミズーリ大学にて音楽を学んだ。このときビッグバンドにも興味を持ち、大学のビッグバンドのための編曲も手がけている。1933年からルイジアナ州立大学にてヘレン・ガンダーソンに師事し、1934年には音楽学士号、1936年には音楽修士号、1937年には芸術学士号を取得した。その後、イーストマン音楽学校にてハワード・ハンソンとバーナード・ロジャーズに作曲、ポール・ホワイトに指揮、ハワード・グリーソンに音楽学、アレン・マクホウズに音楽理論をそれぞれ学び、1939年には作曲の博士号を取得した。このほか、ボフスラフ・マルティヌー、アーロン・コープランド、レナード・バーンスタイン、スタンリー・チャペル、ロイ・ハリス、アルノルト・シェーンベルクらの教えも受けている。
1939年からミシガン州立大学の音楽科で教鞭を執り、1976年に名誉教授として退任するまで音楽理論と作曲を教えた。
メキシコやアメリカ・インディアン、イギリス系アメリカ人、アフリカ系アメリカ人の文化に興味を持ち、作品にはそれらの音楽が題材として取り入れられている。1948年から1949年にかけ、グッゲンハイム財団の奨学金を得て6か月にわたってメキシコにて民族音楽の研究を行い、その成果が1949年に作曲された吹奏楽のための交響曲「メキシコの祭り」である。この曲は、1964年に作曲者自身の手により、管弦楽にも編曲されている。
2014年1月6日、ジョージア州アセンズにて死去。

## 主要作品

### 吹奏楽作品
- 「ミズーリ・シンディング」 Missouri Shindig
- 「スピリチュアル」 Spiritual
- 交響曲「メキシコの祭り」 La Fiesta Mexicana - A Mexican Folk Song Symphony for Concert Band
  1. 前奏曲とアステカの踊り Prelude and Aztec Dance
  2. ミサ Mass
  3. カーニヴァル Carnival